# Auloserpusia phoeniconota
Auloserpusia phoeniconota är en insektsart som beskrevs av Nicholas David Jago 1970. Auloserpusia phoeniconota ingår i släktet Auloserpusia och familjen gräshoppor. Inga underarter finns listade i Catalogue of Life.